# Wilhelm von Essen
Fritz Wilhelm von Essen (né le 16 février 1879 à Hömb, mort le 10 avril 1972 à Åkers Runö) est un cavalier suédois de dressage.
Il participe aux Jeux olympiques de 1920 à Anvers et aux Jeux olympiques de 1924 à Paris. Il est à chaque fois quatrième de l'épreuve individuelle.